# Jan Wolfgarten
Jan Wolfgarten (Alemania, 17 de marzo de 1982) es un nadador alemán especializado en pruebas de larga distancia en aguas abiertas, donde consiguió ser medallista de bronce mundial en 2011 en los 5 kilómetros por equipo en aguas abiertas.

## Carrera deportiva
En el Campeonato Mundial de Natación de 2011 celebrado en Shanghái (China), ganó la medalla de  en los 5 kilómetros por equipo en aguas abiertas, con un tiempo de 57:44 segundos, tras Estados Unidos y Australia, siendo sus compañeros de equipo: Thomas Lurz y Isabelle Härle.